# 홍이포
홍이포(한국 한자: 紅夷砲) 또는 홍의포(중국어: 紅衣炮)는 17세기 헨드릭 하멜을 통해 마카오에서 조선과 청나라로 유입된 유럽의 전장식 컬버린을 총칭한다. 청나라 시기 때부터는 홍의대포(중국어: 紅衣大炮)로 명칭이 변경되었다.

## 명칭
홍이포의 홍이라는 명칭은 "붉은 오랑캐"라는 뜻으로, 이는 16세기에서 17세기에서 복건인(福建人)이 네덜란드 동인도 회사(VOC) 또는 마카오의 포르투갈 제국 사람들을 가리켜 홍모(紅毛)라고 부른데서 유래했다. 실제 이는 1600년대 초 셀던 지도에서 네덜란드가 정복했던 인도네시아의 말루쿠 제도를 앙 모라고 표기한 것에서 확인할 수 있다.

## 같이 보기
- 대포
- 화승총
- 불랑기포

1. ↑  “Term 'ang moh' in use as early as 1600s in Ming Dynasty map”. 2019년 12월 3일.